# Said El-Tahan
Said El-Tahan, född 1 januari 1979, är en svensk boxare, fostrad i Lunds Boxningssällskap med tre SM-guld och ett NM-guld i lätt tungvikt . El-Tahanhar varit aktiv i landslaget sedan sent 1990-tal och har boxats nästan 15 år.